# Peperomia dependens
Peperomia dependens är en pepparväxtart som beskrevs av Ruiz & Pav.. Peperomia dependens ingår i släktet peperomior, och familjen pepparväxter. Inga underarter finns listade i Catalogue of Life.